# Plumana autoplecta
Plumana autoplecta är en fjärilsart som beskrevs av Edward Meyrick 1917. Plumana autoplecta ingår i släktet Plumana och familjen säckspinnare. Inga underarter finns listade i Catalogue of Life.